# Larentia tangens
Larentia tangens är en fjärilsart som beskrevs av Barend J. Lempke 1950. Larentia tangens ingår i släktet Larentia och familjen mätare. Inga underarter finns listade i Catalogue of Life.